# Rów Mindanao
Mindanao (Rów Mindanao) – głębia w dnie Pacyfiku, w części południowej Rowu Filipińskiego. Według odczytów ma głębokość 11 524 m, co wskazywałoby, że jest najgłębszym miejscem we Wszechoceanie, jednak wyniki te nie zostały potwierdzone pomiarami kontrolnymi.